# Exposition internationale de 1930 (Liège)
L'Exposition internationale de 1930 s'est tenue à Liège en Belgique à l'occasion du centenaire de l'indépendance belge. À cette occasion, une seconde Exposition internationale est organisée à Anvers.

## Historique
L'Exposition internationale de 1930 (Anvers) est consacrée aux domaines maritime et colonial. Liège est avant tout une exposition de la grande industrie et des sciences, le but étant de rendre compte des innovations depuis 1830, date de l'indépendance du pays.
Ces deux Expositions ne sont pas considérées comme étant des Expositions universelles car elles se spécialisent chacune dans des domaines particuliers. Le nom officiel de la manifestation liégeoise est : Exposition internationale de la grande industrie, sciences et applications, art wallon ancien.
L'anniversaire du centenaire de l'indépendance n'est pas le seul motif de l'Exposition liégeoise : en effet, après l'Exposition universelle de 1905, le gouvernement a promis à la ville de terminer les travaux d'endiguements pour protéger la ville des inondations qui la touchent régulièrement. Toutefois, la Première Guerre mondiale l'empêche d'accomplir sa tâche. Après la guerre, les dirigeants liégeois, le bourgmestre Émile Digneffe en tête, rappellent au gouvernement sa promesse.
Ce dernier s'accomplit et débloque les moyens rapidement, surtout après les graves inondations de 1926, pour protéger la ville. Le Pont-barrage de Monsin est construit en aval du fleuve afin de remplacer plusieurs écluses et de stabiliser le cours de la Meuse. Les travaux permettent également de construire le port de Liège qui est relié neuf ans plus tard au port d'Anvers par le canal Albert.
Pour attirer la grande foule, les directeurs de l'Exposition mettent également sur pied une exposition d'art wallon présentant une rétrospective sur les œuvres antérieures à 1830; une exposition agricole, ainsi qu'un parc d'attractions.
L'Exposition est répartie sur deux sites : le parc de la Boverie où s'est déjà déroulée l'Exposition universelle de 1905, et le champ de manœuvres situé au nord de la ville, devenu aujourd'hui le quartier d'habitation de Droixhe.
Bien qu'elle attire 6 millions de visiteurs, l'Exposition n'est pas considérée comme une grande réussite : les dirigeants attendent 10 à 12 millions de visiteurs. On peut trouver plusieurs raisons à cet échec : les débuts de la crise économique, la météo exécrable, mais aussi le peu d'intérêt suscité par l'industrie parmi le grand public. L'Exposition se solde également par un léger déficit assumé par les actionnaires de la société organisatrice ainsi que par la ville.
L'Exposition internationale de Liège ne marque pas les Liégeois contrairement à celle de 1905. On peut l'expliquer par deux raisons : le relatif échec tant sur le plan financier que sur le plan de la fréquentation ; et le peu de traces conservées.
Pourtant, elle apporte plus aux Liégeois, notamment l'aérogare d'Ans, la rénovation des gares du Palais et des Guillemins, la réfection des routes, la rectification du cours de la Meuse, les débuts du creusement du canal Albert, la construction d'un nouveau pont au Nord de la ville, le pont de Coronmeuse et la reconstruction de ceux détruits pendant la guerre.

## Architecture
Arthur Snyers préside le Collège des architectes de l'Exposition internationale. Il réalisa notamment à cette occasion le palais du royaume d'Égypte.

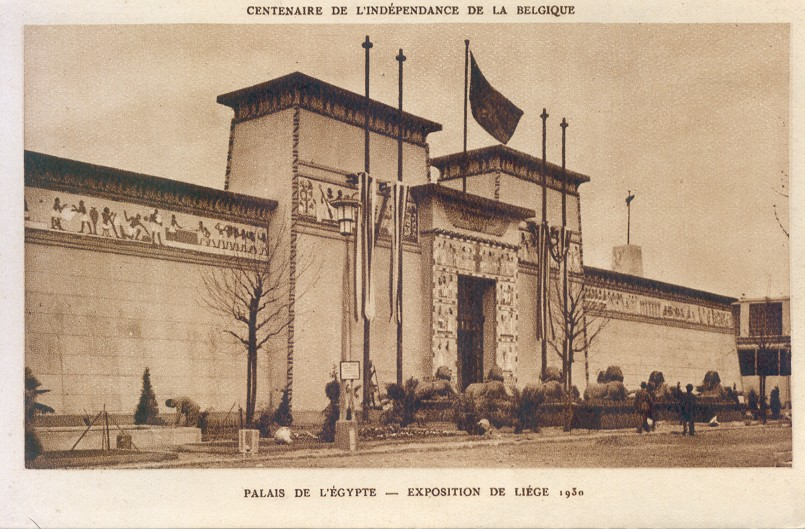
Palais de l'Égypte.
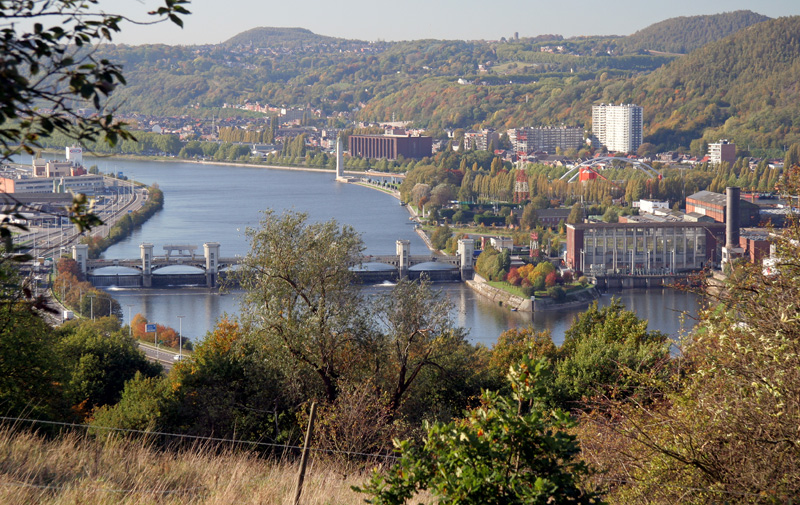
Rare vestige de l'Exposition, le Pont-barrage de Monsin inauguré en 1930.
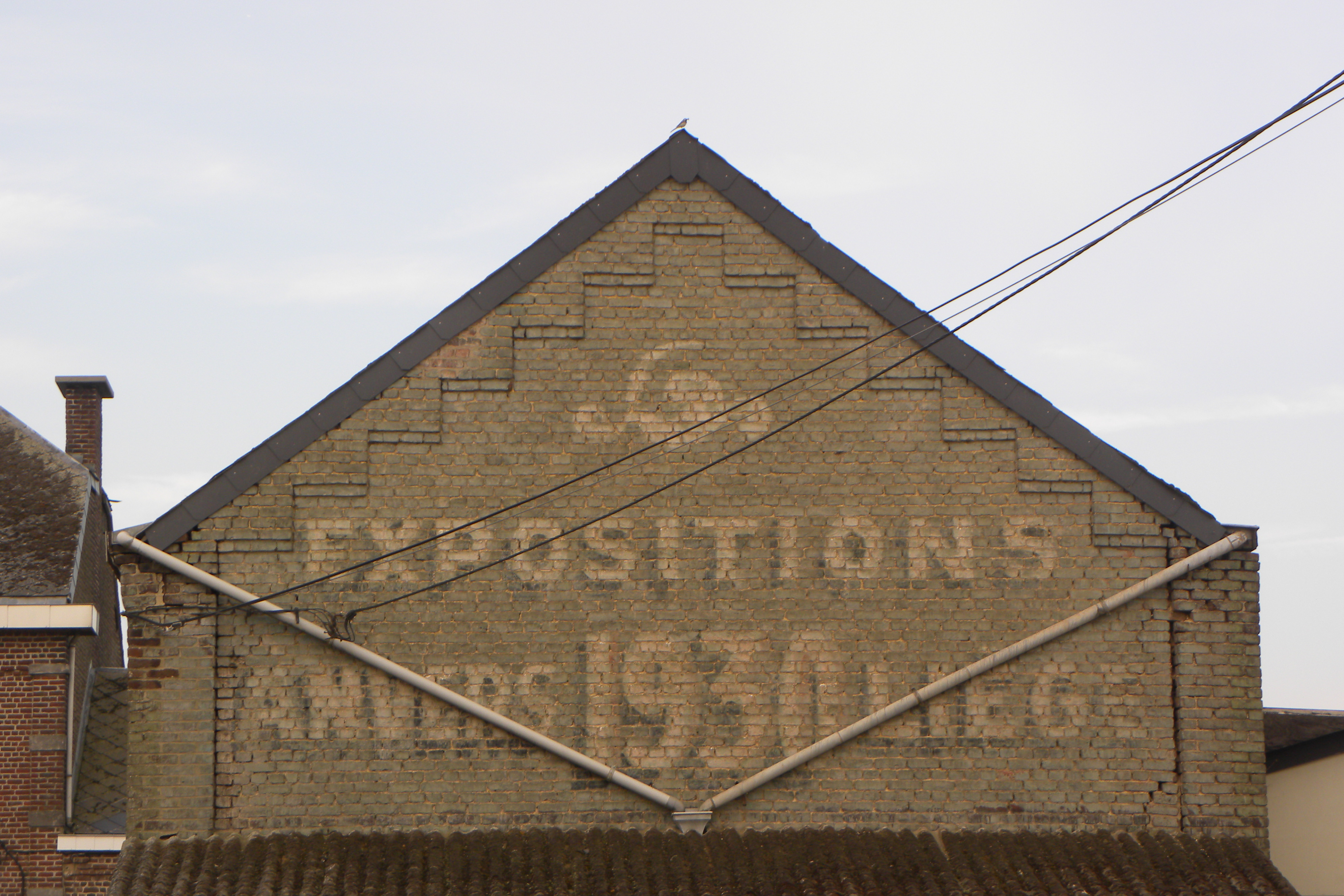
Publicité sur un pignon de ferme.

### Articles liés
- Exposition universelle de 1905
- Exposition internationale 1939